# Penalva do Castelo
Penalva do Castelo là một huyện thuộc tỉnh Viseu, Bồ Đào Nha. Huyện này có diện tích 134 km², dân số thời điểm năm 2001 là 9019 người.